# Eero Kuusinen
Eero Kuusinen (* 24. Mai 1954) ist ein ehemaliger finnischer Skispringer und heutiger Skisprungfunktionär.

## Werdegang
Kuusinen begann bereits früh mit dem Skisport und sprang bis 1978 auf nationaler Ebene. Nachdem er seine aktive Skisprungkarriere beendet hatte, blieb er dem Skispringen als Funktionär treu. Neben seiner Arbeit als Distriktverkäufer der Firma Onninen begann er bereits 1980 mit der Arbeit als Sprungrichter. 1989 wurde Kuusinen Direktor der Sprungwettbewerbe in Lahti. 1995 bekam er die internationale FIS-Lizenz.
Bei der Nordischen Skiweltmeisterschaft 2001 in Lahti übernahm er erneut den Posten des Wettkampfleiters der Sprungwettbewerbe.
Bei den Olympischen Winterspielen 2006 in Turin gehörte er zum sechsköpfigen Team der Sprungrichter und kam am Ende auf insgesamt acht Einsätze. In der Weltcup-Saison 2006/07 leitete er mit seinem Assistenten Johann Pichler vom SC Bischofshofen die Weltcup-Springen in Willingen und gehörte dort auch zur Jury. In der Saison 2007/08 leitete er als Direktor das Springen in Kuopio.
Bei der Skiflug-Weltmeisterschaft 2014 in Harrachov war er Technischer Delegierter der FIS. Wenig später in Oslo beim Springen auf dem Holmenkollbakken war er erneut als Jury-Mitglied aktiv.